# Tatra 500 HB
Tatra 500 HB (označován také jako Karosa T 500 HB) je československý třínápravový autobus, který v letech 1954–1957 vyráběl národní podnik Karosa Vysoké Mýto. Byl určen pro provoz v náročných podmínkách horských silnic – písmena HB znamenají horský bus.

## Situace
Československý průmysl motorových vozidel se po roce 1945 cestou konfiskací a znárodnění dostal do rukou státu. Vláda sestavila komisi, která měla za úkol vypracovat koncepci celého odvětví, která by přinesla efektivní výrobu. Součástí koncepce bylo vypracování typizovaných řad motocyklů, osobních automobilů, nákladních automobilů a autobusů. Poválečná industrializace si žádala větší mobilitu pracovníků, a to i z odlehlých vesnic, které byly spojeny s městy úzkými a v zimě těžko sjízdnými cestami. Během roku 1948 vznikl po jednání firem Sodomka, Tatra, Automobilových závodů a pracovníků ministerstva návrh horského autobusu Tatra s motorem vzadu.
Horský autobus Tatra s motorem vzadu byl navržen s ohledem na moderní trendy: byla navržena samonosná karoserie a použití polosamočinné převodovky Wilson. Návrh zahrnul i osvědčené komponenty, jako byly nápravy předválečné Tatry 28a nebo motor T 108.

## Prototypy
První prototyp byl vyroben v únoru 1950 a v březnu byl předveden novinářům na předváděcí jízdě Posázavím. Další osudy tohoto prototypu jsou nejasné, protože v nejobsáhlejší Encyklopedii je uvedeno zařazení do provozu v ČSAD Šumperk, ale také prodej ČSAD Pardubice.
V létě roku 1951 je vyroben druhý a třetí prototyp, každý s odlišným motorem. Prototyp s motorem T 108 byl nasazen  do zkušebního provozu v děčínském dopravním podniku, kde dostal evidenční číslo 24. Prototyp se šestiválcovým motorem byl nasazen na lince Poprad - Štrbské pleso nebo na beskydských Pustevnách. Převodovka Wilson se stala pro československý trh nedostupnou, a proto byla nahrazena ve druhém a třetím prototypu pětistupňovými převodovkami odvozenými z Tatry 116. Design karosérie byl přepracován, přední čelo zjednodušeno, futuristická boční okénka překrývající sloupky[zdroj?] karosérie byla nahrazena klasickou podobou s mohutnými přiznanými meziokenními sloupky. Zmizely prosklené schránky nad dveřmi a čelním oknem s informacemi o cíli cesty. Prosklení spodní části vstupních dveří bylo provedeno jenom na jednom křídle dvojdílných dveří. Sériová verze pak měla pouze okénka v horní části dveří a řidič tak přišel o výhled na nástupní plochu.
Za ministra národní obrany Alexeje Čepičky upadlo Československo do zbrojní horečky. Vývoj civilních automobilů musel ustoupit vývoji vojenských automobilů. Motor připravený pro prototyp horského autobusu je ve spěchu zabudován do prototypu Tatry 128. Vývoj horského autobusu ustrnul.

## Restart
Podle požadavků na větší rozšíření veřejné autobusové dopravy projevil nově vzniklý podnik ČSAD zájem o autobus, který by byl menší a obratnější než tehdy sériově vyráběná Škoda 706 RO a modernější než autobusy Praga RN/RND. Nově ustavený hlavní inženýr Karosy Oldřich Meduna původní konstrukci přepracoval a prosadil stavbu dalších prototypů.
K pohonu byl použit upravený motor Tatra, tentokrát s nesystémovým označením T500, s přepracovanou hlavou motoru kvůli snížení hlučnosti a se samostatným chladičem oleje. Namísto nedosažitelné převodovky Praga-Wilson použili standardní přímo řazenou převodovku Tatra, upravenou z vozu Tatra 128, která byla inovací převodovky Tatry 116. Neobvyklé bylo schéma řazení. Řadicí páka byla při zařazeném čtvrtém nebo pátém stupni blíže sedačky řidiče (nebo řidičky) než při zařazené zpátečce nebo prvním rychlostním stupni.   
U čtvrtého prototypu byly namísto výkyvných polonáprav Tatra osazeny pevné nápravy Praga V3S, které však neměly kolové redukce, takže se nejednalo o mostové (portálové) nápravy.  
V zimě 1954 byly obě koncepce úspěšně odzkoušeny na sněhu v Orlických horách i v Krkonoších.[zdroj?] 25. května 1954 byly dva prototypy z roku 1951 a prototyp z roku 1954 podrobeny měření v ÚVMV. Následně vyrazily na porovnávací zkušební jízdu po Slovensku. Jízda po horách dlouhá 1 700 km byla ukončena v Kopřivnici.
Do sériové výroby se však prosadila varianta s pevnými nápravami, protože šlo o nápravy, jejich výroba stále probíhala a jejich dodávky byly zajištěny.  
Během vývoje autobusu se měnily i jeho názvy. První prototyp nesl jméno Tatra 500, které odpovídalo systému číslování firmy Tatra. Další název Karosa T 500 HB  nebo pouze Karosa 500 HB vyjadřuje, že podíl Tatry na výrobku byl omezen na motor a převodovku.  

## Technické řešení
Technicky byl tedy autobus řešen jako samonosná karoserie s nosným spodním roštem, což byla v tehdejším Československu přelomová konstrukce – do té doby se totiž autobusy karosovaly výhradně jako nástavba nosného podvozku. Torzně i ohybově velmi tuhá karosérie měla pouze jediné, dvoukřídlé dveře, umístěné před přední nápravou a ovládané elektropneumaticky. Toto řešení nevyžadovalo přítomnost průvodčího. Okna autobusu byla horizontálně dělená s možností ventilací pootevřením horní části. Autobus neměl střešní ohrádku pro zavazadla, namísto toho disponoval moderně řešeným zavazadlovým prostorem mezi nápravami, pod podlahou salónu. Náhradní kolo bylo umístěné v boční, zvenku přístupné schráně vedle místa řidiče.
Pohon obstarával čtyřdobý vznětový osmiválec T500, který z objemu 9884 cm3 (vrtání 110 / zdvih 130 mm) při stupni komprese 16,5 dával výkon 92 kW (125 k) při 1900 otáčkách za minutu, disponoval krouticím momentem 480 N.m při 1400 otáčkách za minutu a spotřeboval cca 29 l nafty na 100 km. Motor byl chlazený vzduchem pomocí dvojice postranních ventilátorů, přičemž vzduch byl do motorového prostoru veden náporově mohutnou nasávací kapsou v zadní části střechy. Na motor směrem k přední části vozu navazovala pětistupňová, ručně řazená, nesynchronizovaná převodovka Tatra pohánějící obě zadní pevné nápravy tandemově, bez mezinápravového diferenciálu. Tyto nápravy byly odpruženy vahadlovým způsobem pomocí páru půleliptických per, suvné a brzdné síly zachycovaly vzpěrné tyče vetknuté do karosérie před druhou a za třetí nápravou.
Přední řídící náprava byla tuhá, nehnaná, svařená z plechových profilů, odpružená dvojicí půleliptických per. Řízení vozu bylo mechanické, šnekové, bez posilovače. Provozní brzdy byly pneumatické, bubnové, působící na všechna kola. Parkovací brzda byla mechanická a působila na buben na výstupu převodovky.
Sedačky pro cestující byly v rozmístění 2+2, se střední uličkou. Vzduch do salónu byl náporově veden od uzavíratelného nasávání nad čelními okny do vnitřních postranních kanálů nad bočními okny. Vydýchaný vzduch pak byl z interiéru odsáván skrz 40 tisíc malých otvorů do meziprostoru dvojitého stropu a odtud dvěma střešními klapkami odcházel ven.

## Výroba a provoz
Sériová výroba probíhala v letech 1954 až 1957, celkem bylo vyrobeno 521 těchto autobusů.
Provozně se ale vozy 500 HB příliš neosvědčily, neboť byly velmi poruchové. Příčinou poruch, která byla opisována z knihy do knihy, mělo být přehřívání nedostatečně chlazeného motoru a převodovky. Hlavním problémem však bylo tuhé mechanické spojení pohonu střední a zadní nápravy. Absence mezinápravového diferenciálu způsobila při prudkém brzdění odlehčení a zablokování zadní nápravy. Střední náprava byla přitížena a její kola se naopak točila. Tyto parazitní momenty způsobovaly poškození dílů podvozku. Řešení se našlo v podobě menších brzdových válců a zkrácení brzdových pák.
Motor za zadní nápravou „odlehčoval" přední nápravu a v zatáčkách do kopce trakce zadních kol převážila nad přilnavostí kol přední nápravy. Autobus na kluzké vozovce nezatočil a často vyjel rovně mimo vozovku. Na suché vozovce byla projevem nedotáčivost autobusu. „Lehký předek" měl na svědomí také citlivost na boční vítr.
Autobus byl nasazen i na lince Bratislava - Budapešť, což bylo v rozporu s jeho původním určením.

## Konec
Většina vozů byla vyřazena z pravidelné dopravy na linkách již v první polovině 60. let. Autobusy nadále využívaly podniky k aktivitám odborářů, kulturních kroužků a sportovních oddílů. V Tatře Kopřivnice k těmto účelům využívali prototyp Tatry 500 HB. Ten však po čase dosloužil a byl odstaven. Po čase vznikl nápad použít karoserii tohoto prototypu ke stavbě autobusu na podvozku Tatry 138. Podvozek musel být upraven, protože rozvor střední a zadní nápravy prototypu byl menší než podvozek Tatry 138. Protože byl motor T 928 namontován v zadní části, musel být otočen o 180°. Otočením motoru se změnila orientace otáček motoru vzhledem k podvozku. Změnu orientace otáček vyřešila sestupná převodovka.
Přestavba autobusu byly zakončena „Zprávou o zkouškách rekonstruovaného autobusu na podvozku Tatra 138 s motorem T  928" z 24. června 1964.

## Reinkarnace
Renovátor a sběratel historických vozů Tatra se historií kopřivnického autobusu nechal inspirovat a několik let pracoval na instalaci silně poškozené karoserie Tatry 500 HB na podvozek T 138.

## Historické vozy
- Brno (od roku 1999[8] v Technickém muzeu vůz ČSAD)
- Technické muzeum Tatra Kopřivnice (vůz ČSAD, do 2017 v Muzeu užitkových vozidel Trhové Sviny)[9]
- Muzeum Tatra 111 v Dobříči (prototyp Tatra 500 HB-138)[10]
- Nitra (vrak ve Slovenském zemědělském muzeu, patří soukromým osobám)
- Bratislava, Dopravní muzeum, u žel. stanice, stav před renovací[1]